# Loretteville
Loretteville est un des 35 quartiers de la ville de Québec, et un des quatre qui sont situés dans l'arrondissement de la Haute-Saint-Charles. Elle constituait jusqu'en 2002 une ville à part entière.

## Géographie
Le quartier est délimité par la rue Durand et les environs du boulevard Bastien (au sud), l'axe du boulevard de l'Ormière/Monseigneur-Cooke (à l'ouest), le boulevard de la Colline (à l'est) et par Lac-Saint-Charles et Saint-Gabriel-de-Valcartier (au nord). Son territoire est plutôt difficile à distinguer en raison de son interconnexion avec les autres quartiers au sud et son profil allongé qui s'étend loin au nord en zone boisée. Il est traversé en son centre, du nord au sud, par le boulevard Valcartier et d'est en ouest par la rue Racine et le boulevard Johnny-Parent. Malgré un noyau urbain développé, la majorité du territoire est occupée par des résidences unifamiliales de faible densité et par une grande zone boisée dans toute la partie nord. Le quartier a pour particularité d'enclaver la réserve indienne de Wendake.
Loretteville est traversée par la rivière Saint-Charles et la rivière Nelson. On y retrouve également dans la partie nord les lacs Richardson, des Graviers, Riley et du Pied de la Montagne. Son relief varie entre 70 et 160 m dans sa portion urbanisée, mais l'altitude dépasse 200 m dans sa portion nord. Le mont Brillant (447 m) se trouve à son extrémité nord-ouest, à la frontière avec Val-Bélair.

## Histoire

### Saint-Ambroise
Le village de Saint-Ambroise est un détachement de la paroisse de Saint-Ambroise-de-la-Jeune-Lorette qui est érigé en 1845. Le village de Saint-Ambroise est connu sous ce nom de 1904 jusqu'en 1913 où il devient le village de Loretteville. Ce secteur est situé le long de la rivière Saint-Charles, à une quinzaine de kilomètres au nord-ouest du centre-ville de Québec.

#### Liste des maires de Saint-Ambroise
- 1904-1905 : Joseph Martel
- 1905-1911 : Georges Bertrand
- 1911-1915 : Alexandre St-Armand (Maire de Saint-Ambroise et ensuite de Loretteville)

#### Hommages toponymiques
- La rue Martel a été nommée en l'honneur du maire Martel, en 1935, dans la ville de Loretteville, maintenant présente dans la ville de Québec.

### Loretteville
Un des centres d'intérêt de Loretteville, qui obtint le statut de ville en 1947, est la réserve de Wendake, qui est située juste à côté. Le nom de Jeune-Lorette provient d'ailleurs de l'établissement des Hurons à cet endroit à la fin du XVIIe siècle, en provenance de leur ancien site de Lorette situé quelques kilomètres à l'ouest et qui s'appelle maintenant L'Ancienne-Lorette.
L'industrie a été favorisée par la construction d'une centrale électrique sur les chutes Kabir Kouba. L'industrie du cuir était particulièrement reconnue à Loretteville, et un Festival du Cuir y a longtemps été tenu.
Avant la création de la Communauté urbaine de Québec en 1969, Loretteville fut le chef-lieu du comté de Québec, qui regroupait les municipalités de banlieue. Lors des réorganisations municipales québécoises de 2002, Loretteville fut fusionnée à Québec et incluse dans l'arrondissement de La Haute-Saint-Charles.

#### Liste des maires de Loretteville
- 1911-1915 : Alexandre St-Armand
- 1915-1921 : Cyrille Renaud
- 1921-1925 : Alfred Verret
- 1925-1927 : Arthur Durand
- 1927-1930 : P.J.A. Savard
- 1930-1933 : Joseph Lavallée
- 1933-1941 : Alfred J. Blondeau[2]
- 1941-1946 : Delphis Dion
- 1946-1949 : Maurice Pleau
- 1949-1957 : Gérard Brousseau
- 1957-1960 : Maurice Pleau - Deuxième mandat
- 1960-1972 : Johnny Parent
- 1972-1977 : Jean-Roger Durand
- 1977-1987 : Jean-Marie Beaulieu
- 1987-2001 : Denis Giguère

#### Hommages toponymiques
- L'édifice Denis-Giguère, édifice administratif de la ville de Québec et de l'arrondissement de La Haute-Saint-Charles a été nommée en l'honneur du maire du même nom dans la ville de Québec.
- Le boulevard Johnny-Parent a été nommé en l'honneur du maire Parent, vers 1973, dans l'ancienne ville de Loretteville, maintenant présente dans la ville de Québec.

##### Rues
- La rue Blondeau a été nommée en l'honneur du maire Blondeau, vers 1952, dans l'ancienne ville de Loretteville, maintenant présente dans la ville de Québec.
- La rue Brousseau a été nommée en l'honneur du maire Brousseau, vers 1955, dans l'ancienne ville de Loretteville, maintenant présente dans la ville de Québec.
- La rue Cyrille-Renaud a été nommée en l'honneur du maire Renaud, en 1935, dans l'ancienne ville de Loretteville, maintenant présente dans la ville de Québec.
- La rue du Parc-Dion a été nommée en l'honneur du maire Dion, en 1954, dans l'ancienne ville de Loretteville, maintenant présente dans la ville de Québec.
- La rue du Parc-Pleau a été nommée en l'honneur du maire Pleau, vers 1954, dans l'ancienne ville de Loretteville, maintenant présente dans la ville de Québec.
- La rue Durand a été nommée en l'honneur du maire Arthur-Durand, vers 1970, dans l'ancienne ville de Loretteville, maintenant présente dans la ville de Québec.
- La rue Lavallée a été nommée en l'honneur du maire Lavallée, en 1935, dans l'ancienne ville de Loretteville, maintenant présente dans la ville de Québec.
- La rue Verret a été nommée en l'honneur deux anciens maires soit Joseph Verret, maire de la municipalité de la paroisse de Saint-Ambroise de 1875 à 1878, et Alfred Verret, maire de la municipalité du village de Loretteville. La rue a été nommée en 1935 dans l'ancienne municipalité de Loretteville maintenant présente dans la ville de Québec.
- La rue du Parc-Drolet a été nommée en l'honneur du conseiller municipal de Loretteville, Maurice-Drolet, en 1995, dans l'ancienne ville de Loretteville, maintenant présente dans la ville de Québec.

##### Parcs
- Le parc Jean-Marie Beaulieu a été nommé en l'honneur du maire Beaulieu, en 1998, dans l'ancienne ville de Loretteville, maintenant présent dans la ville de Québec.
- Le parc Jean-Roger Durand a été nommé en l'honneur du maire du même nom, en 1981, dans l'ancienne ville de Loretteville, maintenant présent dans la ville de Québec.

## Chronologie
- 1674 : premiers établissements humains (incertain).
- 1676 : fondation de la paroisse de Saint-Ambroise
- 1827 : érection canonique de la paroisse de Saint-Ambroise
- 1845 : création de la municipalité de la paroisse de Saint-Ambroise-de-la-Jeune-Lorette
- 1904 : création du village de Saint-Ambroise, détaché de Saint-Ambroise-de-la-Jeune-Lorette dont il constituait la portion urbanisée
- 1913 : adoption du nom de Loretteville
- 1926 : création de la ville de Château-d'Eau au nord de Loretteville en détachement de cette dernière
- 1947 : Loretteville obtient le statut de ville
- 1965 : annexion à Loretteville de la ville de Château-d'Eau
- 2001 : au dernier recensement pour lequel Loretteville était une ville distincte, la population était de 13 737 habitants[3].
- 2002 : fusion de 13 villes dont Loretteville pour former la nouvelle ville de Québec[4]

## Portrait actuel du quartier
Constituant le seul noyau urbain de l'arrondissement de la Haute-Saint-Charles, Loretteville a vraiment l'aspect d'une petite ville, avec sa rue principale (la rue Racine), ses industries du cuir et son hôpital.
Château-d'Eau est un secteur juste au nord du centre de Loretteville, dans l'axe du boulevard Valcartier, qui s'est constitué en municipalité distincte en 1926 pour se réunir à nouveau à Loretteville en 1965. Son nom lui vient de l'édifice abritant la prise d'eau principale de la Ville de Québec, sur la rive opposée de la rivière Saint-Charles.
Finalement, le grand secteur situé au nord du quartier (à partir de la rue de la Rivière-Nelson jusqu'à la limite nord) est historiquement le territoire nord de l'ancienne ville de Neufchâtel (qui était un quartier distinct de l'ancienne ville de Québec avant les fusions de 2002). Il a été intégré au quartier de Loretteville par l'actuelle ville de Québec.

### Artères principales
- Boulevard Bastien / Rue Racine / Rue Verret (route 369)
- Boulevard de l'Ormière (route 371)
- Boulevard Valcartier (route 371)
- Boulevard des Étudiants
- Boulevard Johnny-Parent
- Rue de la Faune
- Avenue Mgr Cooke

### Parcs, espaces verts et loisirs
- Parc linéaire des rivières Saint-Charles et du Berger (location de canots)
- Parc de la falaise et de la chute Kabir Kouba
- Club de golf de Lorette
- Parc Johnny-Parent
- Parc Gaby-Pleau
- Parc Jean-Roger-Durand (scène extérieure)
- Parc de l'Orme (pataugeoire)
- Parc Saint-Raphaël (rue de la rivière Nelson)
- Centre municipal (piscine intérieure, patinoire extérieure)
- Complexe sportif Phil-Latulippe (tennis extérieur, parc de planche à roulettes)
- Colisée de Loretteville
- Piscine extérieure de Château-d'Eau
- Piste cyclable des Cheminots (composante de la Route verte et du Sentier transcanadien)

### Édifices religieux
- Église Saint-Ambroise[6]
  - Cette église bâtie en 1968 est la quatrième sur ce site. Elle remplace celle de 1911 qui a été incendiée en 1967.
- Église Sainte-Marie-Médiatrice[7]
  - Cette petite église du secteur Château-d'Eau a été construite en 1950. Elle a appartenu de 2004 jusqu'à sa fermeture en 2010 à la paroisse Saint-Ambroise, et a été démolie en 2013[8].
- St. Paul's Church[9], anglicane (1919), acquise en février 2012[10] par la communauté roumaine orthodoxe de Québec.

### Musées, théâtres et lieux d'expositions
- Bibliothèque Chrystine-Brouillet

### Lieux d'enseignement
- Commission scolaire de la Capitale:
  - École secondaire Roger-Comtois (ex-Polyvalente de Loretteville)
  - Pavillon Saint-Louis (éducation des adultes)
  - École primaire Notre-Dame-de-Fatima (démolie en 2011[11])
  - École primaire l'Arc-En-Ciel
  - École primaire de la Source
  - École primaire de l'Aventure
  - École primaire de Château-d'Eau
- Écoles privées
  - École primaire des Ursulines
  - École du cinéma et de la télévision du Québec

### Autres édifices notables
- Hôpital Chauveau
- CLSC de la Jacques-Cartier

## Démographie
Lors du recensement de 2016, le portrait démographique du quartier était le suivant :
- sa population représentait 18,3 % de celle de l'arrondissement et 2,9 % de celle de la ville.
- l'âge moyen était de 43,7 ans tandis que celui à l'échelle de la ville était de 43,2 ans.
- 63,2 % des habitants étaient propriétaires et 36,8 % locataires.
- Taux d'activité de 63,7 % et taux de chômage de 4 %.
- Revenu moyen brut des 15 ans et plus : 41 054 $.

| 1966  | 1971   | 1981   | 1986   | 1996   | 2001   | 2006   | 2011   | 2016   |
| ----- | ------ | ------ | ------ | ------ | ------ | ------ | ------ | ------ |
| 9 465 | 11 645 | 15 060 | 14 335 | 15 305 | 13 737 | 14 645 | 15 385 | 15 655 |

| 2021   | - | - | - | - | - | - | - | - |
| ------ | - | - | - | - | - | - | - | - |
| 15 635 | - | - | - | - | - | - | - | - |

## Personnalités liées
- Alden Penner, musicien et producteur
- André-Philippe Gagnon, imitateur
- Mike Ward, humoriste

## Photos

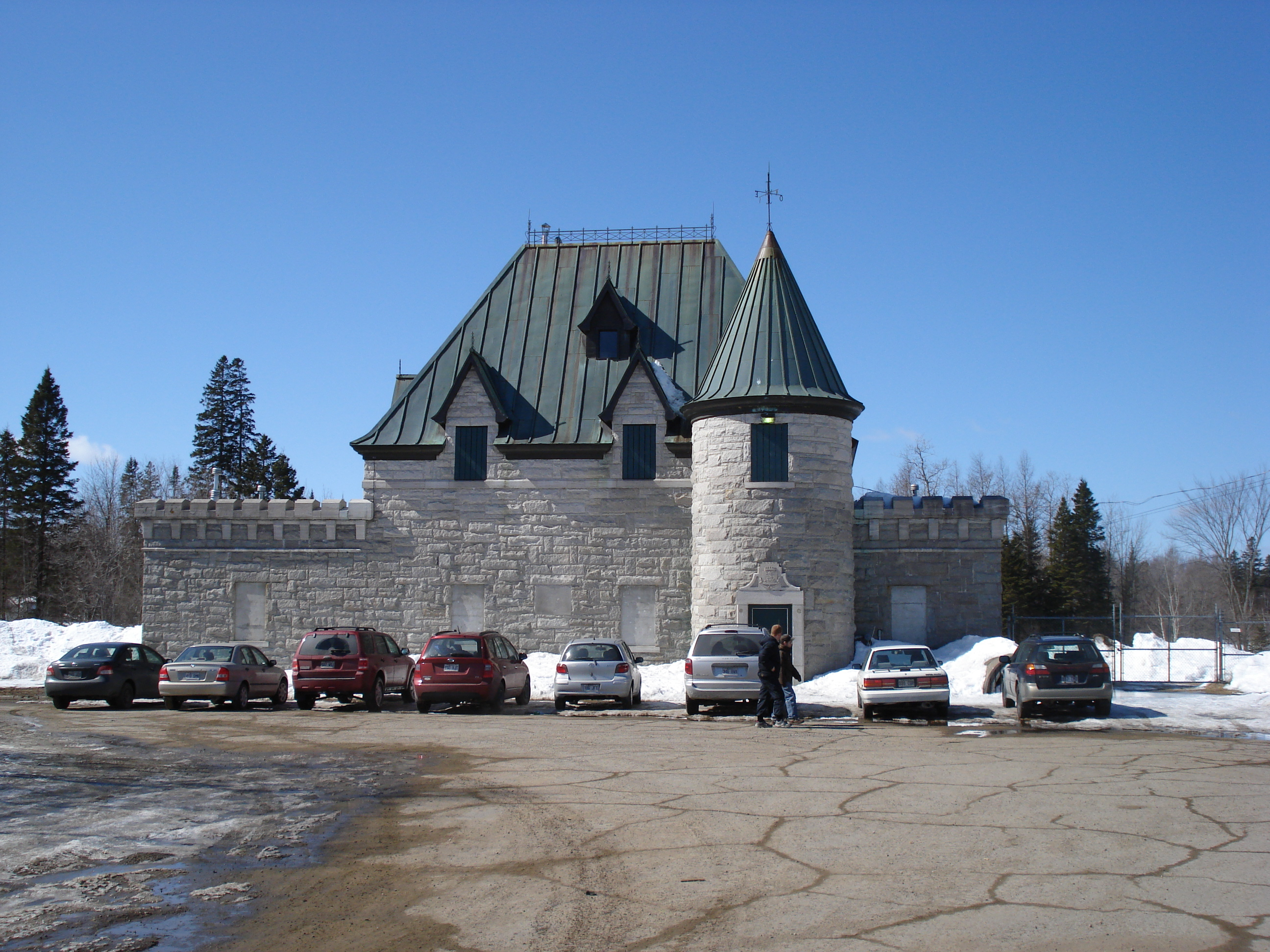
Le Château d'Eau
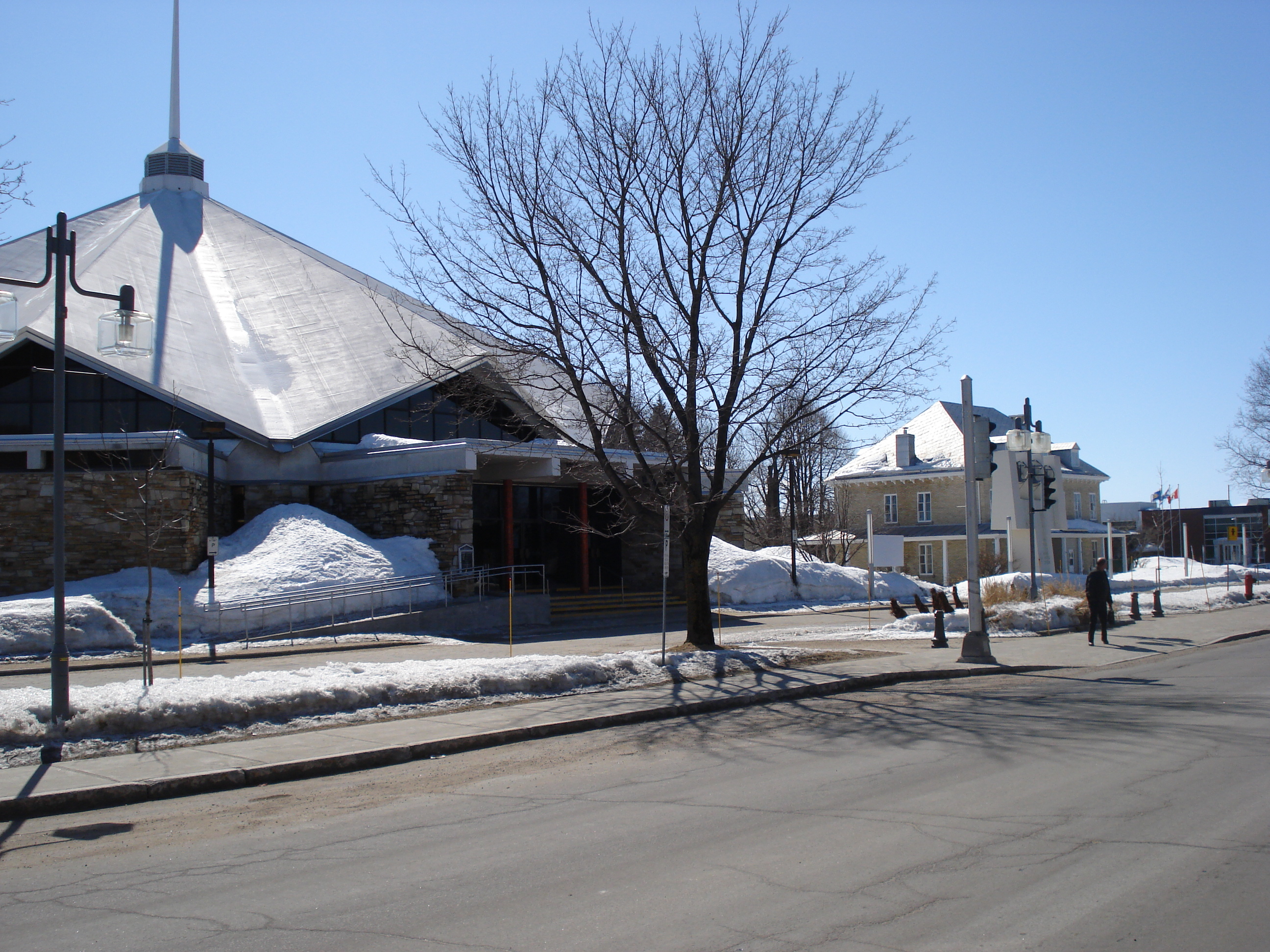
L'Église Saint-Ambroise
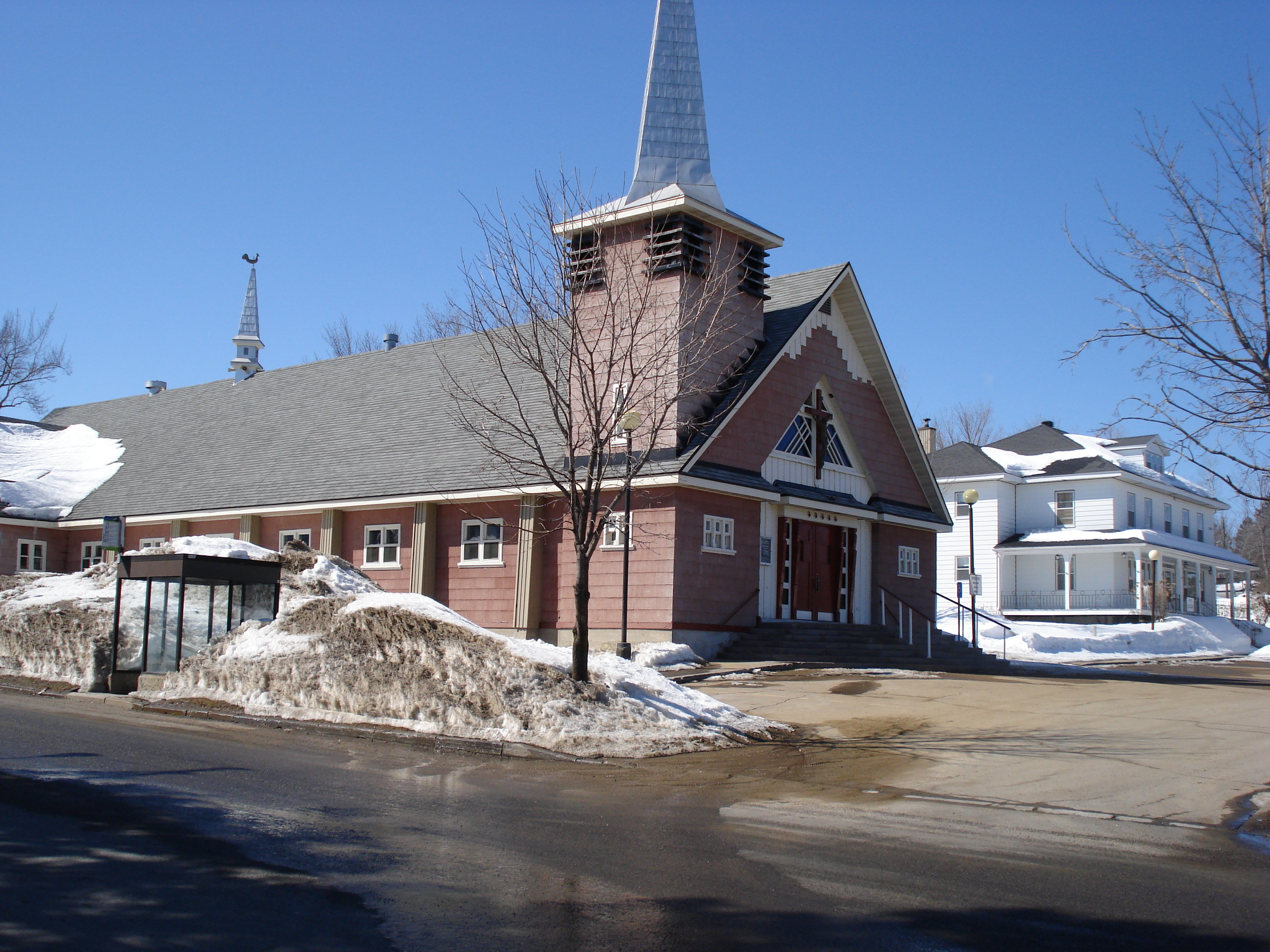
L'Église Sainte-Marie-Médiatrice (démolie)
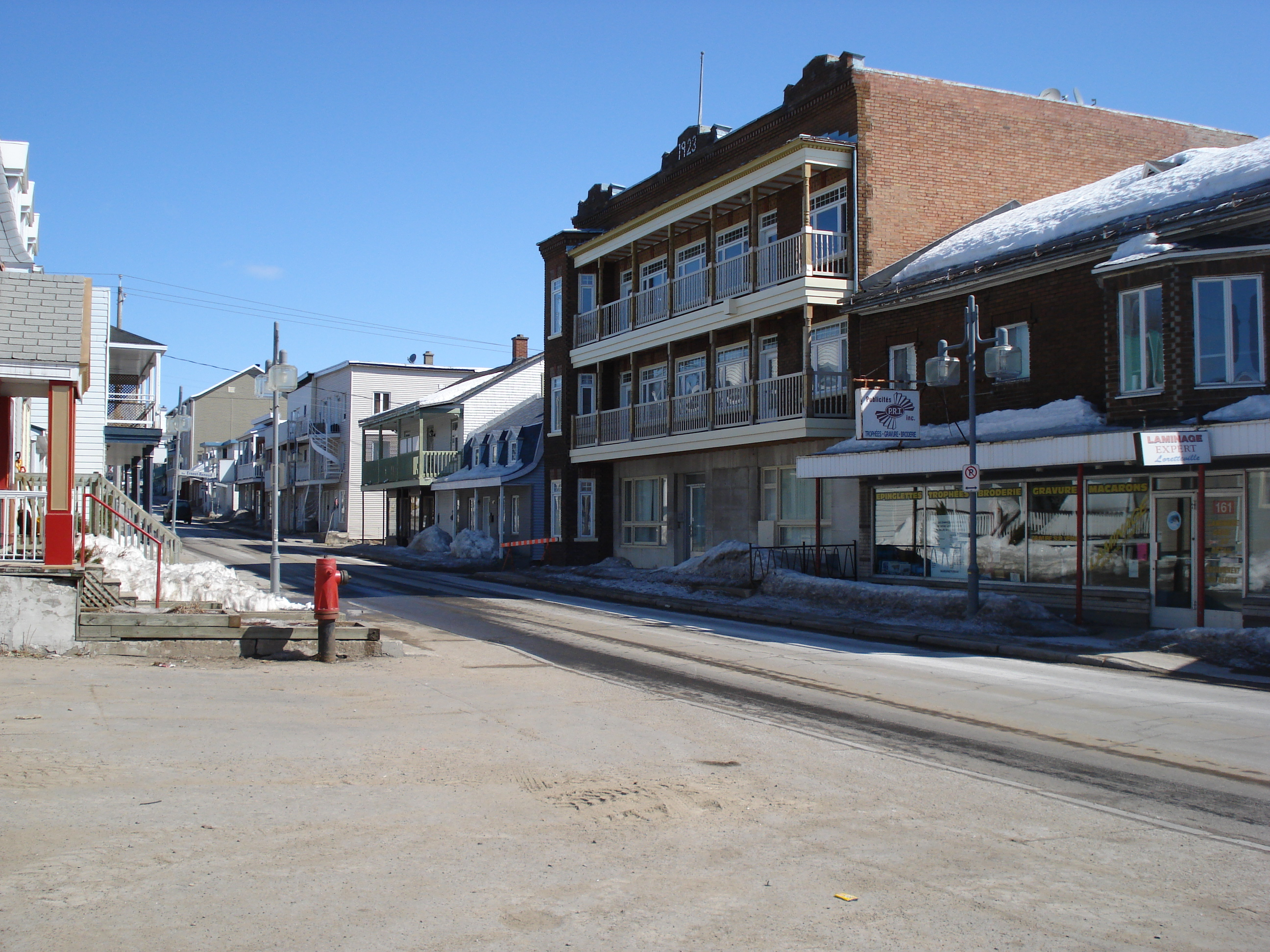
Une vue de la rue Racine
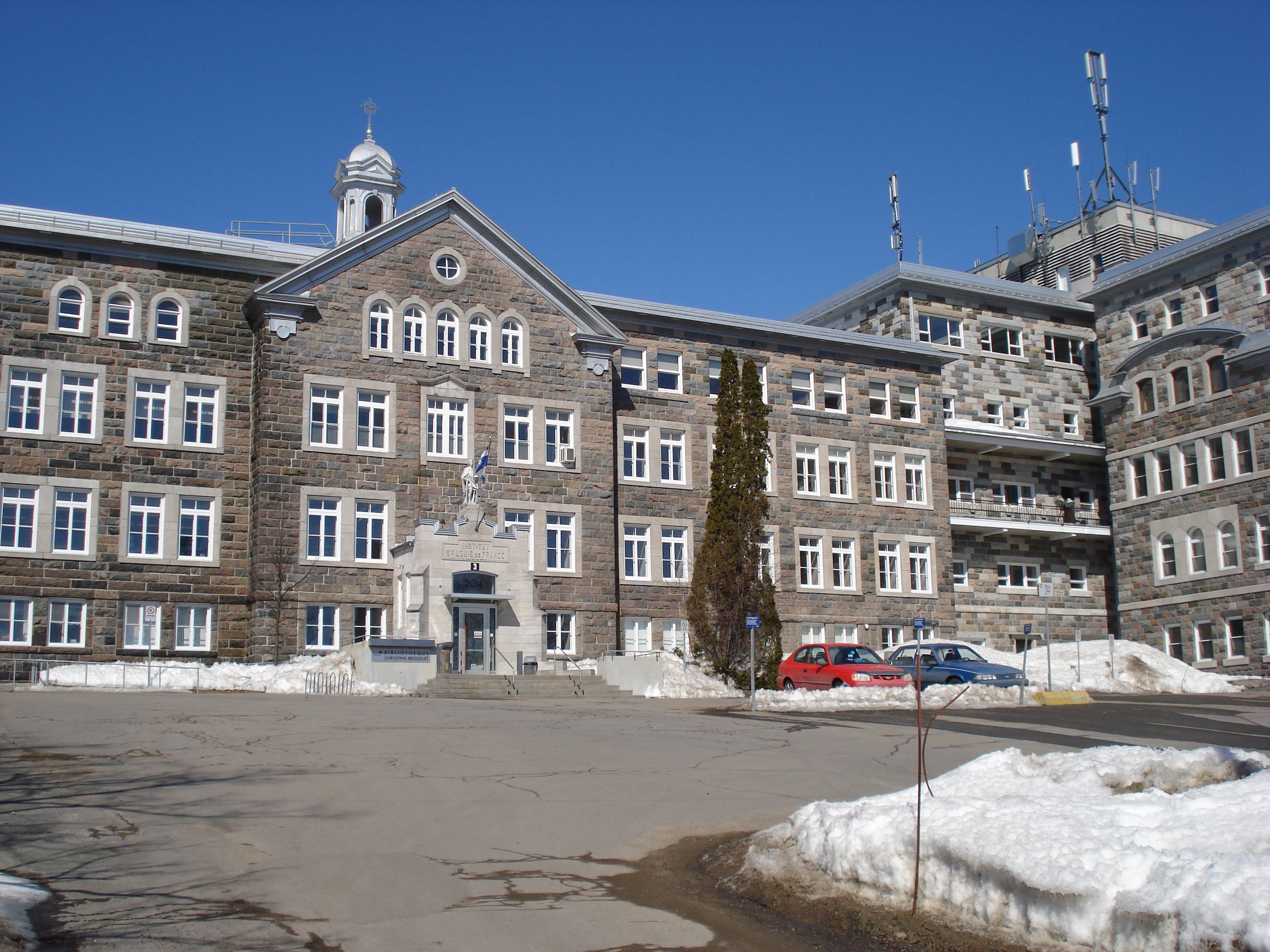
Pavillon Saint-Louis